# Керен Ландсман
Керен Ландсман (івр. קרן לנדסמן, англ. Keren Landsman) — ізраїльська епідеміологиня і письменниця, яка працює в жанрі фантастики. Вона чотири рази отримувала премію «Геффен».

## Життєпис
Керен Ландсман — лікарка, яка спеціалізується на епідеміології. Закінчила Техніон, Ізраїльський технологічний інститут, працює в клініці Левінскі.
Ландсман очолює некомерційну організацію Mida'at, яка займається зміцненням громадського здоров'я та доступністю медичних знань. Вона також веде блог «Кінець світу — погляд із галереї» (іврит), у якому відстежує епідемії та їх поширення.
У 12 років Керен почала писати фентезі та наукову фантастику. Вона опублікувала багато оповідань, два з яких отримали премію «Геффен», головну ізраїльську нагороду в галузі наукової фантастики та фентезі: «Горгона Гейзенберга» (2011), «Один у темряві» (2012). Також були номіновані принаймні п'ять її інших оповідань.
Лендман випустила свою першу книгу в 2014 році, збірку оповідань під назвою «Розбиті небеса». Книга отримала премію «Геффен» як найкраща ізраїльська науково-фантастична чи фентезі книга.
У 2018 році вийшла її друга книга та дебютний роман «Серце кола». В Ізраїлі книга стала бестселером. Англомовне видання вийшло у 2019 році. Ця книга також отримала премію «Геффен».
Ландсман одружена з Йоавом Ландсманом, старшим інженером організації SpaceIL. У них двоє дітей.